# Choji (métro de Séoul)
Choji (en coréen : 초지역) est une station de correspondance entre la ligne 4, la ligne Suin–Bundang et la ligne Seohae du métro de Séoul. Elle est située au 620 Jungang-daero, quartier Choji-dong, dans le quartier Danwon-gu de la ville de Ansan, incluse dans la province de Gyeonggi, au sud-ouest de Séoul, en Corée du Sud.
Ouverte en 1994, elle devient une station de correspondance en 2018 et en 2020. Elle est desservie par les rames omnibus et express de la ligne 4 et les rames omnibus de la ligne Suin–Bundang et de la ligne Seohae.

## Situation sur le réseau

Plan du réseau du métro de Séoul (2023)

La station Choji est une station de correspondance entre la ligne 4, la ligne Suin–Bundang, qui partagent la même station en surface, et la ligne Seohae, station souterraine, du métro de Séoul, elle est située :
sur la ligne 4, entre la station Gojan, en direction du terminus nord Jinjeop, et la station Ansan en direction du terminus sud-ouest Oido ;
sur la ligne Suin–Bundang, entre la station Gojan en direction du terminus nord Cheongnyangni, et la station Ansan, en direction du terminus ouest Incheon ;
sur la ligne Seohae, entre la station Seonbu, en direction du terminus nord Ilsan, et la station Siu, en direction du terminus sud Wonsi

## Histoire
La station, alors dénommée Gongdan, est mise en service le 10 janvier 1994 sur la ligne Ansan,. Elle devient une station de la ligne 4 du métro de Séoul le 1er avril 1994.
Elle est renommée Choji le 30 juin 2012. Elle devient une station de correspondance avec la ligne Seohae le 16 juin 2018, lors de l'ouverture à l'exploitation de la section de Sosa à Wonsi. Puis la correspondance ce renforce avec la ligne Suin–Bundang le 12 septembre 2020 lors de la création de cette ligne avec notamment l'agrégation de : la ligne Ansan, la ligne Suin et 12,8 km en commun avec la ligne 4,.

## Services aux voyageurs

### Accès et accueil
Établie au 620 Jungang-daero, dans le quartier Choji-dong, la station, établie en aérien et en souterrain, dispose de cinq bouches, numérotés de 1 à 5. Des escaliers, escaliers mécaniques et ascenseurs permettent les circulations piétonnes entre les différents niveaux : sous-sol, surface, premier étage et quais au deuxième étage. Elle est notamment équipée d'automates pour l'achat de titres de transport. Les quais de la station sont équipés de portes palières.

### Desserte

#### Station aérienne
Choji station commune à la ligne 4 et la ligne Suin–Bundang avec deux voies deux quais (numérotés 1 et 2). Elle est desservie alternativement par les rames omnibus et express de la ligne 4 et les rames omnibus de la ligne Suin–Bundang.

Installations lignes 4 et Suin–Bundang
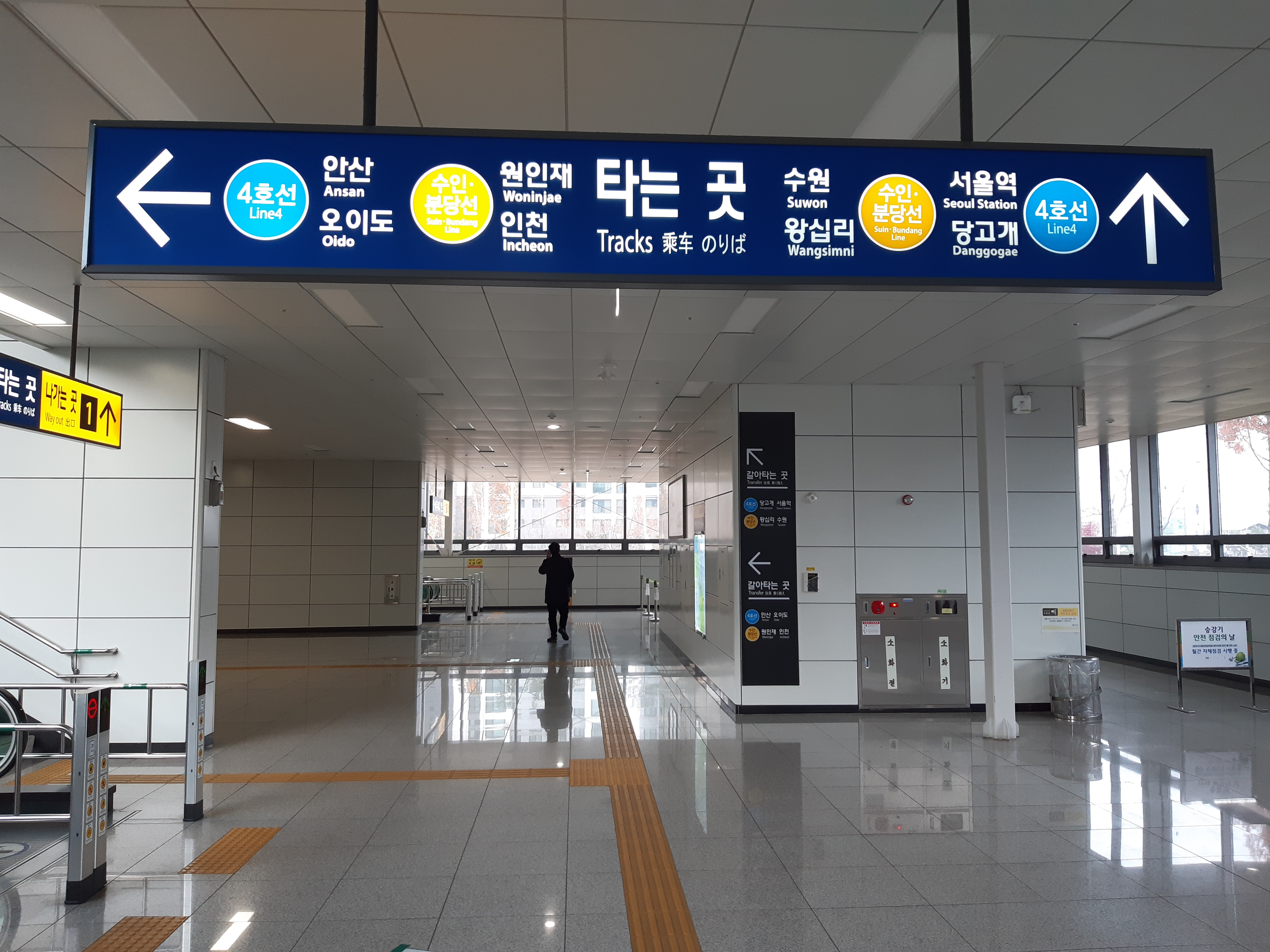
En 2021.
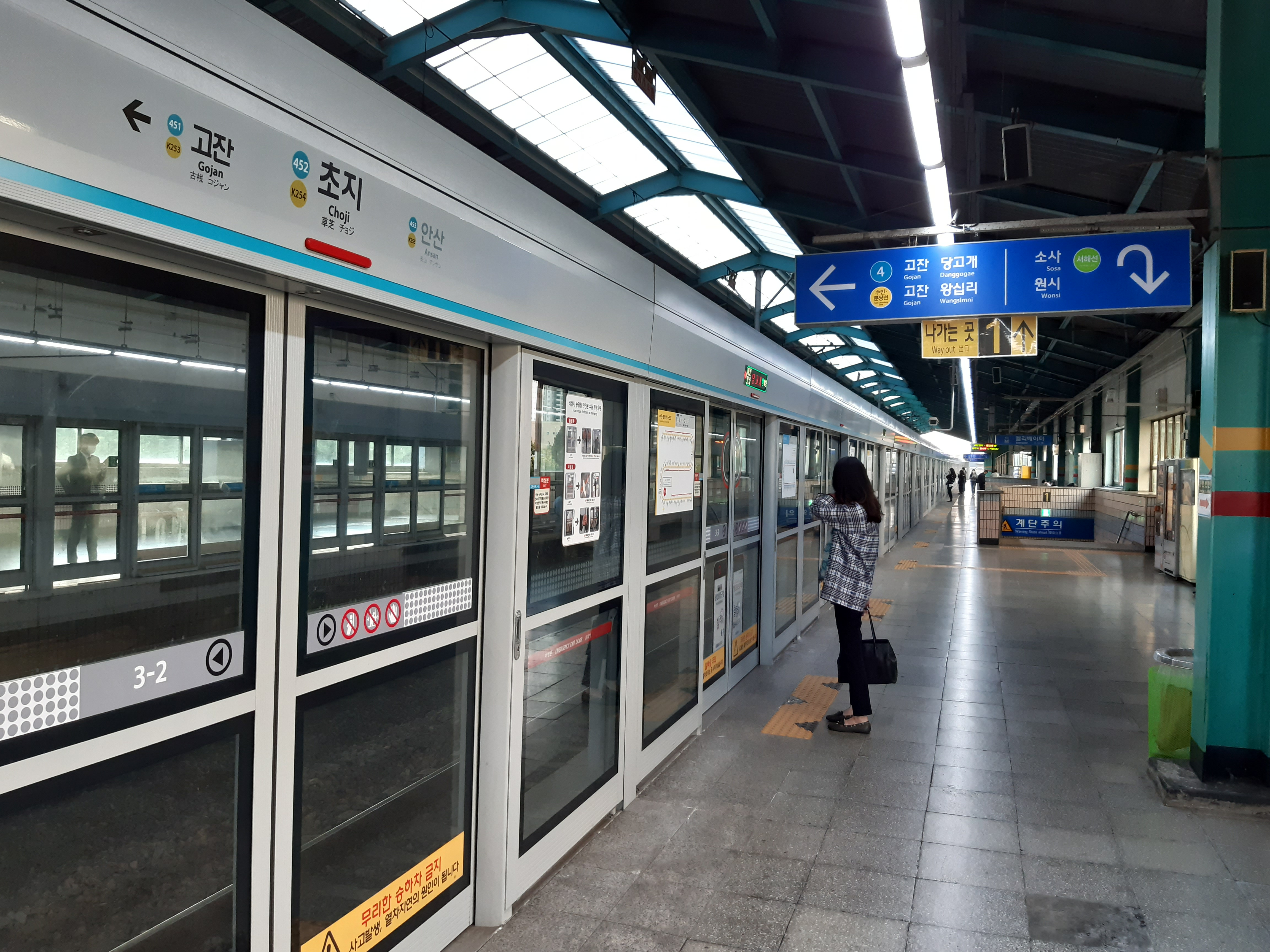
En 2020.
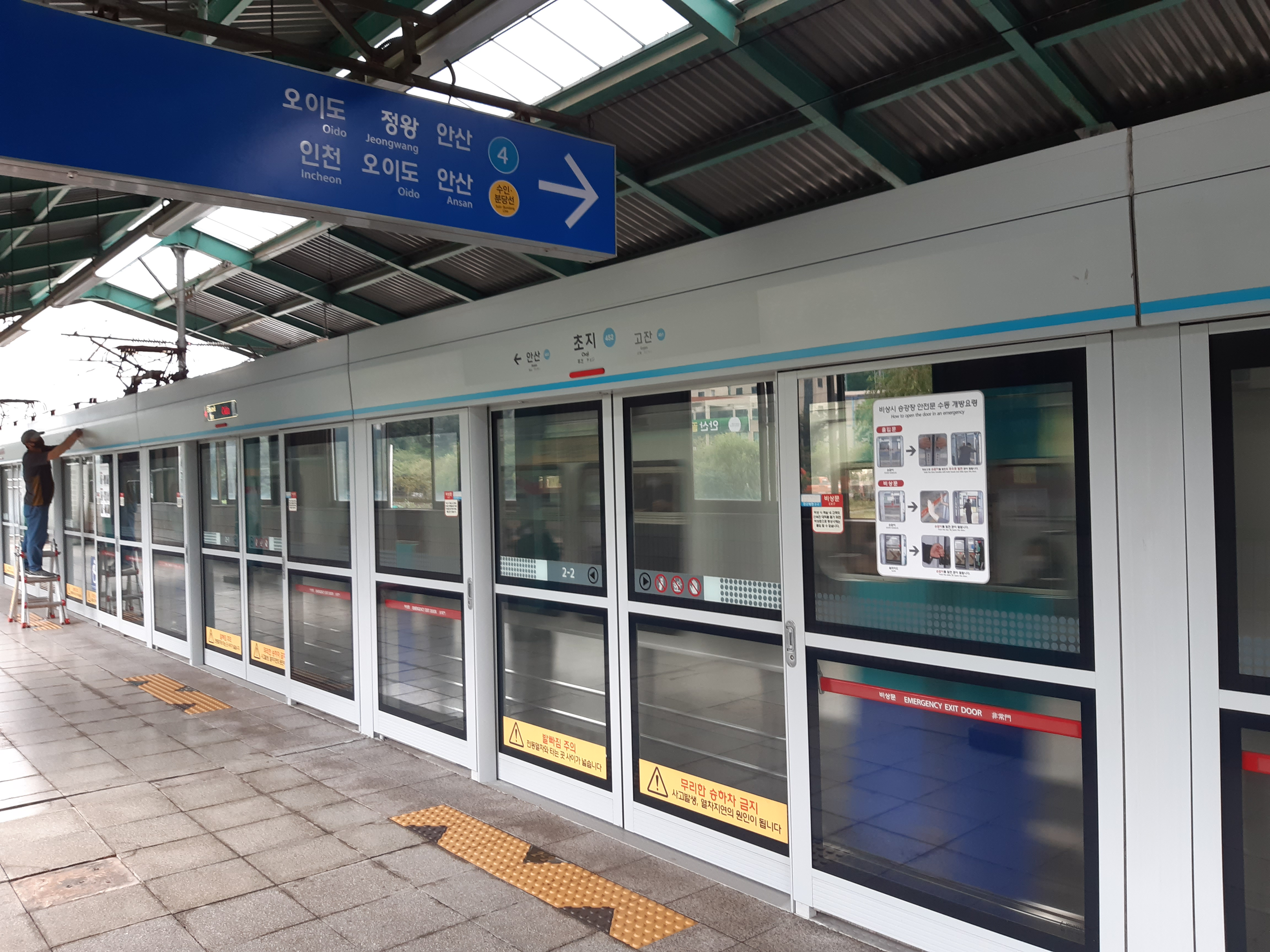
En 2020.

#### Station souterraine
Choji station de la ligne Seohae, est une station en souterrain avec deux voies deux quais desservis par les rames omnibus de la ligne Seohae.

Installations ligne Seohae
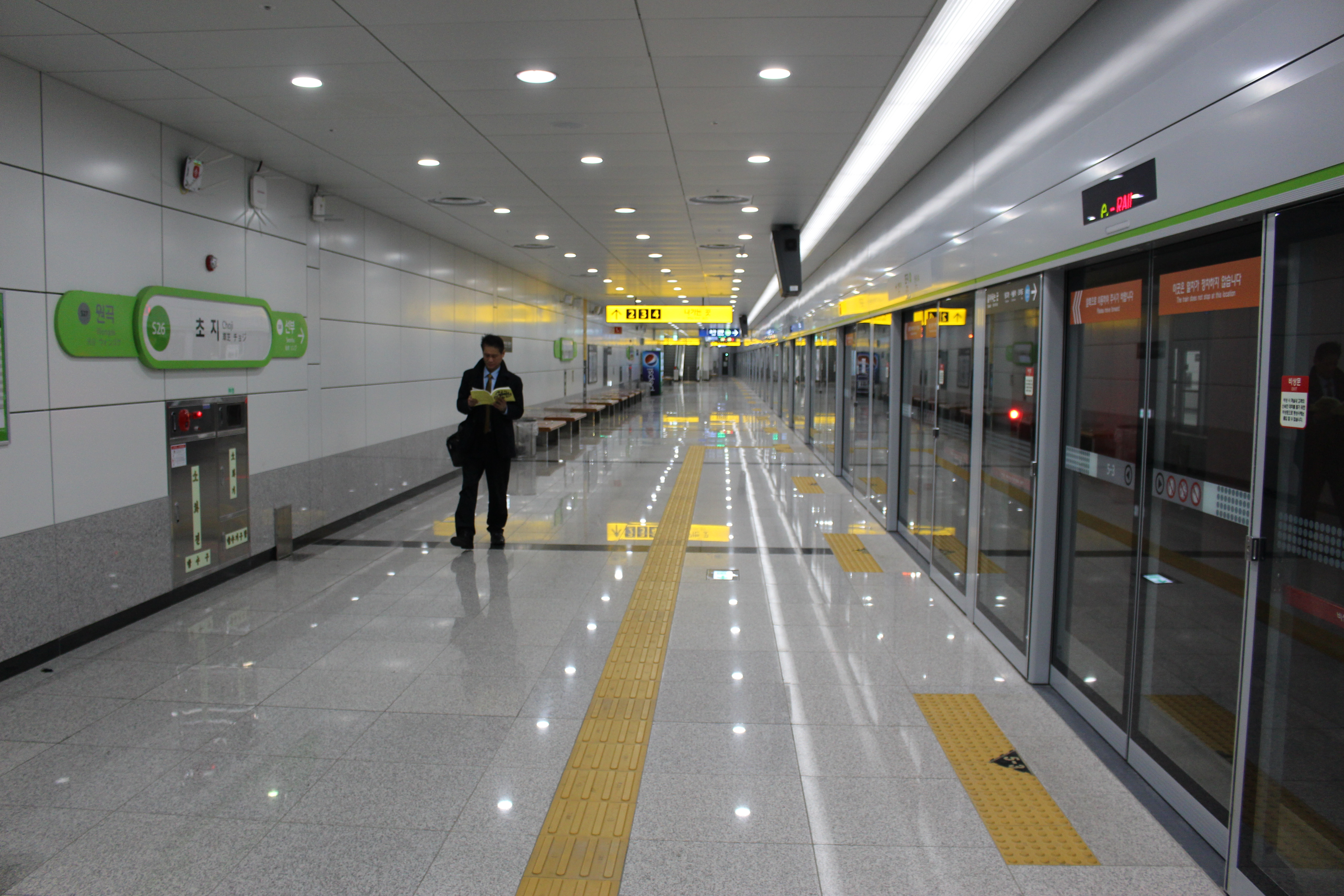
En 2018.
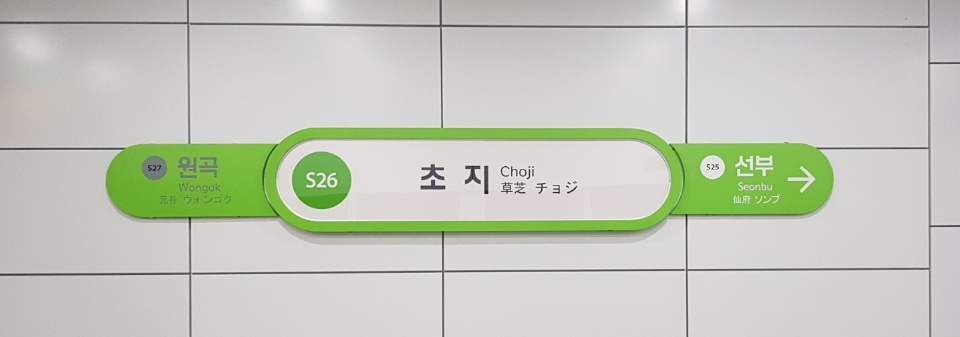
En 2018.
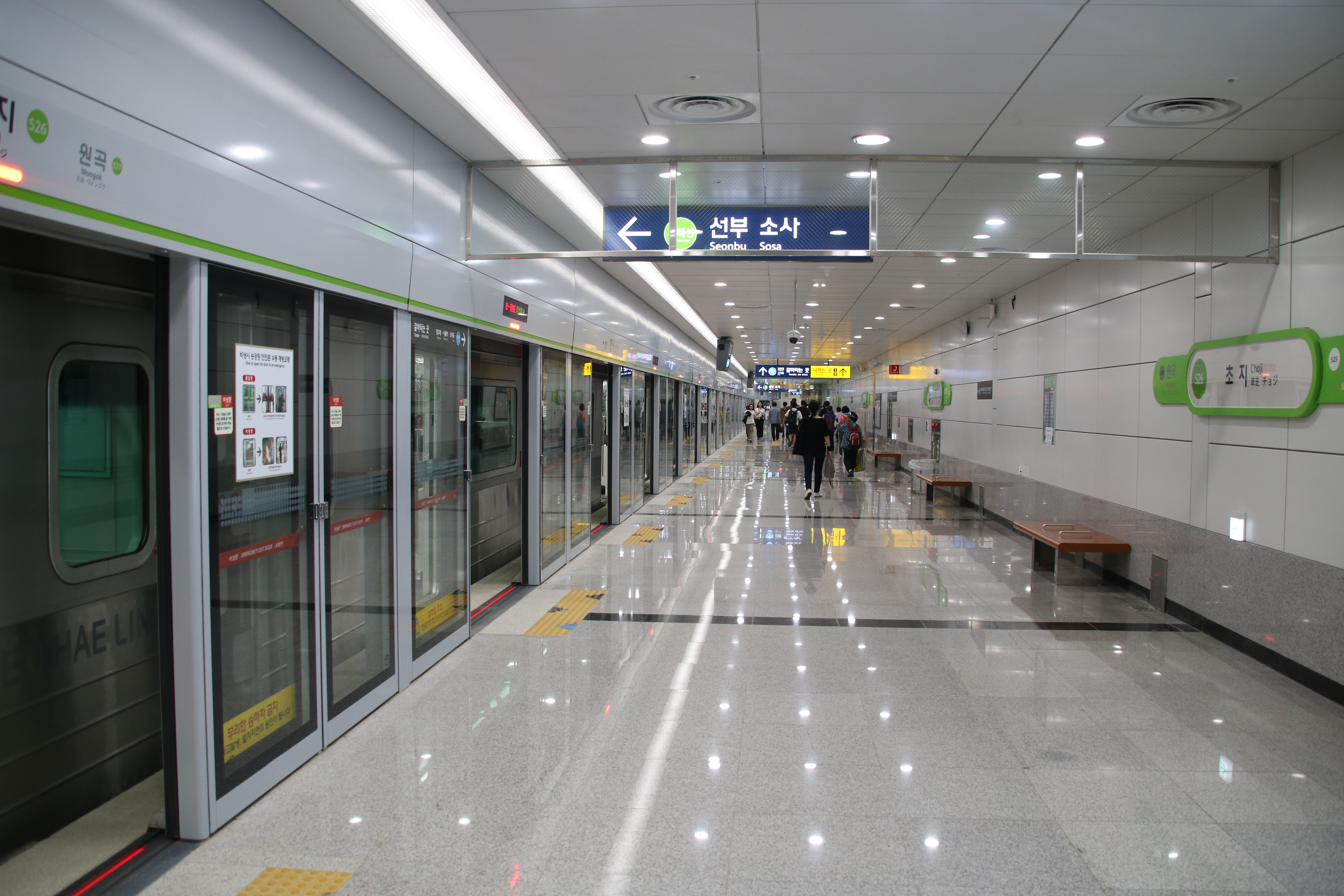
En 2018.

### Intermodalité
Des arrêts de bus urbains sont situés à proximité de certains accès.